# ازدواج مصلحتی

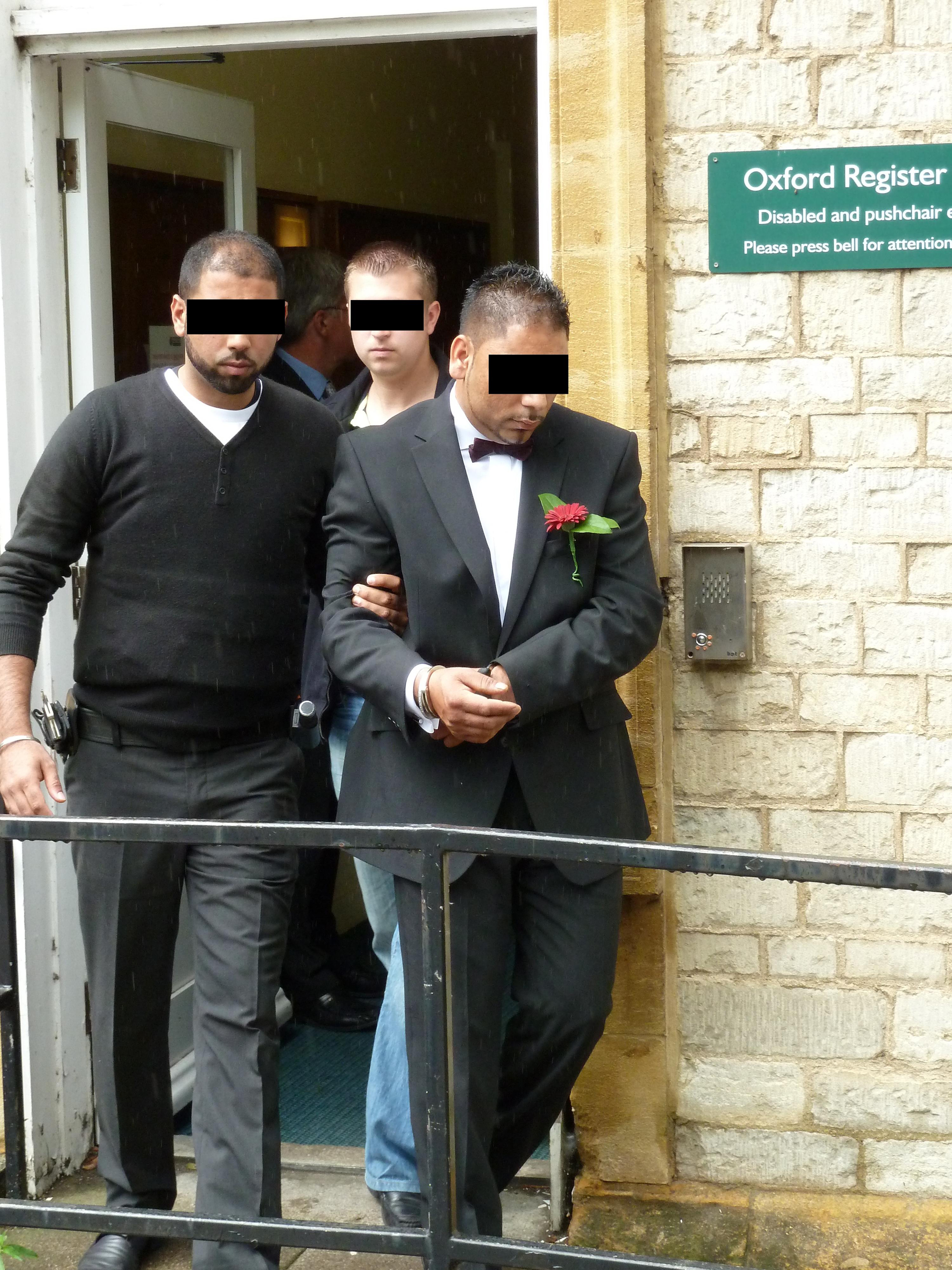
عملیات پلیس بریتانیا برای جلوگیری از ازدواج مصلحتی.

ازدواج مصلحتی ازدواجی است که بر مبنای عشق و علاقه و برای تشکیل زندگی مشترک نباشد. ازدواج مصلحتی گاه به دلایل سیاسی یا استراتژیک صورت می‌پذیرد. اگر ازدواج برای فرار از قانون یا گرفتن ویزا انجام شود به آن ازدواج صوری می‌گویند.